# Orphnus rufus
Orphnus rufus är en skalbaggsart som beskrevs av Guérin-Méneville 1844. Orphnus rufus ingår i släktet Orphnus och familjen Orphnidae. Inga underarter finns listade i Catalogue of Life.